# Quentin Dempster
Quentin Dempster, född cirka 1961, är en australisk prisbelönt journalist och författare. 1984 anställdes han av Australian Broadcasting Corporation. Hans dokumentär The Sunshine System, som handlade om korruption inom Queenslands polisväsende, fick stor uppmärksamhet som till slut ledde till att en utredning tillsattes. 2014 sparkades han av ABC.

## Karriär

### Från tidning till TV
Dempsters journalistiska karriär började då han anställdes av den queensländska tidningen Maryborough Chronicle. Senare anställde han av Brisbanes The Telegraph där han blev tidningens huvudpolitikreporter. 1984 anställdes Dempster av Australian Broadcasting Corporation (ABC) där han blev associate producer i den queensländska utgåvan av Nationwide. Två år efter att han började hos ABC skrev och producerade Dempster dokumentären The Sunshine System, som handlade om korruption inom Queenslands polisväsende. Dokumentären fick mycket uppmärksamhet och ledde till en utredning av poliskorruption i Queensland. Dempster fick presentera den queensländska versionen av 7.30 Report från och med 1987. Under utredningens gång, 1987–1989, rapporterade Dempster om den i 7.30 Report på ett sätt som blev lättförståeligt för TV-tittarna.
Quentin Dempster flyttade 1990 till Sydney där han presenterade den New South Wales-utgåvan av 7.30 Report fram till 1994. 1992 skrev Dempster sin första bok, Honest Cops. Samma år belönades han med en Order of Australia-utmärkelse för sin tjänst till medieväsendet. Dempster var också chef för 7.30 Reports utredningsenhet mellan 1994 and 1995, då han också lämnade rapporter om Wood Royal Commission, som utredde poliskorruption i New South Wales. Även för detta arbete fick Dempster stor uppmärksamhet. Från och med 1996 bidrog han till Stateline NSW och den nationella versionen av 7.30 Report. Mellan 1992 och 1996 innehade Dempster en post i ABC:s styrelse, genom att röstas fram av bolagets anställda. Hans andra bok, Whistleblowers släpptes 1997.
Dempsters tredje bok, Death Struggle, släpptes 2000. Två år senare tilldelades han priset Walkley Award for Most Outstanding Contribution to Journalism för sitt journalistiska arbete.

### Dempster sägs upp (2014)
2014 minskade den australiska regeringen sitt stöd till ABC med 254 miljoner australiska dollar (drygt 1,6 miljarder svenska kronor) på fyra år, trots löfte från statsministern Tony Abbott att inte minska ABC:s ekonomi. I samband med detta gallrades bland annat nyhetsprogrammet 7.30 NSW bort, som Demster var värd för. I samband med detta sades Demster upp av ABC. Dempsters sista sändning var planerad till den 5 december.

## Privatliv
Quentin Dempster bor i Sydney. Han är gift och har två barn.